# From the Bottom 2 the Top
Albums de Coolio
Steal Hear
(2008)
From the Bottom 2 the Top est le huitième album studio de Coolio, sorti le 2 juillet 2009. 

## Liste des titres
| No  | Titre                                      | Contient un (des) sample(s) de  | Durée |
| --- | ------------------------------------------ | ------------------------------- | ----- |
| 1.  | Change Vs Ennio Morricone                  |                                 | 3:42  |
| 2.  | I Will                                     |                                 | 4:17  |
| 3.  | From the Bottom 2 the Top                  |                                 | 5:08  |
| 4.  | Hotel                                      |                                 | 3:09  |
| 5.  | Lady Vs Beat Nouveau (featuring Storm Lee) | Lady (Hear Me Tonight) de Modjo | 3:26  |
| 6.  | Boyfriend                                  |                                 | 3:35  |
| 7.  | Destinesya Vs Yves Larock                  |                                 | 3:16  |
| 8.  | Cruis Off                                  |                                 | 4:58  |
| 9.  | Motivation (featuring A.I)                 |                                 | 4:26  |
| 10. | Stimulate Ivey                             |                                 | 3:17  |
| 11. | She Loves Me                               |                                 | 4:12  |